# Katar na Letnich Igrzyskach Olimpijskich 2008
Katar na Letnich Igrzyskach Olimpijskich 2008 reprezentowało 20 zawodników, byli to wyłącznie mężczyźni.
Był to 7. start reprezentacji Kataru na letnich igrzyskach olimpijskich.

## Skład kadry

### Lekkoatletyka
Konkurencje biegowe
| Zawodnik              | Konkurencja           | Eliminacje | Eliminacje | Ćwierćfinał    | Ćwierćfinał    | Półfinał      | Półfinał      | Finał              | Finał              |
| Zawodnik              | Konkurencja           | Wynik      | Miejsce    | Wynik          | Miejsce        | Wynik         | Miejsce       | Wynik              | Miejsce            |
| --------------------- | --------------------- | ---------- | ---------- | -------------- | -------------- | ------------- | ------------- | ------------------ | ------------------ |
| Samuel Francis        | 100 m                 | 10,40      | 1.         | 10,11          | 4.             | 10,20         | 8.            | Nie awansował      | Nie awansował      |
| Daham Najim Bashir    | 1500 m                | 3:36,05    | 3.         |                |                | 3:37,77       | 7.            | 3:37,68            | 10.                |
| Thamer Kamal Ali      | 1500 m                | 3:41,08    | 7          |                |                | Nie awansował | Nie awansował | Nie awansował      | Nie awansował      |
| James Kwalia          | 5000 m                | 13:39,96   | 2.         |                |                |               |               | 13:23,48           | 8.                 |
| Sultan Khamis Zaman   | 5000 m                | 13:53,39   | 12.        |                |                |               |               | Nie awansował      | Nie awansował      |
| Ahmad Hassan Abdullah | 10 000m               |            |            |                |                |               |               | 27:23,75           | 8.                 |
| Essa Ismail Rashed    | 10 000m               |            |            |                |                |               |               | 27:58,67           | 20.                |
| Felix Kibore          | 10 000m               |            |            |                |                |               |               | 28:11,92           | 22.                |
| Yousuf Othman Qader   | maraton               |            |            |                |                |               |               | 2:28:40            | 64.                |
| Mubarak Shami         | maraton               |            |            |                |                |               |               | Nie ukończył biegu | Nie ukończył biegu |
| Mohamed Al-Thawadi    | 110 m przez płotki    | 13,64      | 5.         | Dyskwalifkacja | Dyskwalifkacja | Nie awansował | Nie awansował | Nie awansował      | Nie awansował      |
| Abubaker Ali Kamal    | 3000 m z przeszkodami | 8:21,85    | 4.         |                |                |               |               | 8:16,59            | 8.                 |

Konkurencje techniczne
| Zawodnik          | Konkurencja  | Kwalifikacje | Kwalifikacje | Finał         | Finał         |
| Zawodnik          | Konkurencja  | Wynik        | Miejsce      | Wynik         | Miejsce       |
| ----------------- | ------------ | ------------ | ------------ | ------------- | ------------- |
| Rashid Al-Dosari  | rzut dyskiem | 63,83        | 9.           | 62,55         | 10.           |
| Ibrahim Aboubaker | trójskok     | 16,03        | 31.          | Nie awansował | Nie awansował |

### Łucznictwo
| Zawodnik  | Konkurencja             | 1/64                     | 1/32                  | 1/16                  | Ćwierćfinał           | Półfinał              | Finał                 | Finał                 |
| Zawodnik  | Konkurencja             | Przeciwnik Wynik         | Przeciwnik Wynik      | Przeciwnik Wynik      | Przeciwnik Wynik      | Przeciwnik Wynik      | Przeciwnik Wynik      | Poz.                  |
| --------- | ----------------------- | ------------------------ | --------------------- | --------------------- | --------------------- | --------------------- | --------------------- | --------------------- |
| Ali Salem | indywidualnie mężczyźni | Im Dong-Hyun L 103 - 108 | → Nie awansował dalej | → Nie awansował dalej | → Nie awansował dalej | → Nie awansował dalej | → Nie awansował dalej | → Nie awansował dalej |

### Pływanie
| Zawodnik                 | Konkurencje                      | Kwal.   | Kwal. | Półfinał              | Półfinał              | Finał                 | Finał                 |
| Zawodnik                 | Konkurencje                      | Wynik   | Poz.  | Wynik                 | Poz.                  | Wynik                 | Poz.                  |
| ------------------------ | -------------------------------- | ------- | ----- | --------------------- | --------------------- | --------------------- | --------------------- |
| Osama Mohammed Ye Alarag | 100 m stylem klasycznym mężczyzn | 1:10.83 |       | → Nie awansował dalej | → Nie awansował dalej | → Nie awansował dalej | → Nie awansował dalej |

### Strzelectwo
| Nasser Al-Attiya | Skeet mężczyzn | 117 | 15 | → Nie awansował dalej | → Nie awansował dalej | → Nie awansował dalej | → Nie awansował dalej |
| Rashid Hamad     | Skeet mężczyzn | 106 | 37 | → Nie awansował dalej | → Nie awansował dalej | → Nie awansował dalej | → Nie awansował dalej |

### Szermierka
| Zawodnik         | Konkurencja                   | 1/32                   | 1/16                   | Ćwierćfinał            | Półfinał               | Finał                  |
| Zawodnik         | Konkurencja                   | Przeciwnik Wynik       | Przeciwnik Wynik       | Przeciwnik Wynik       | Przeciwnik Wynik       | Przeciwnik Wynik       |
| ---------------- | ----------------------------- | ---------------------- | ---------------------- | ---------------------- | ---------------------- | ---------------------- |
| Khalid Al-Hamadi | szpada indywidualnie mężczyzn | Choi Byung-Chul L 3-15 | → Nie awansowała dalej | → Nie awansowała dalej | → Nie awansowała dalej | → Nie awansowała dalej |

### Taekwondo
| Zawodnik                 | Konkurencja     | 1/16                | Ćwierćfinał           | Półfinał              | Ćwierćfinał repasaż   | Półfinał repasaż      | Finał                 |
| Zawodnik                 | Konkurencja     | Przeciwnik Wynik    | Przeciwnik Wynik      | Przeciwnik Wynik      | Przeciwnik Wynik      | Przeciwnik Wynik      | Przeciwnik Wynik      |
| ------------------------ | --------------- | ------------------- | --------------------- | --------------------- | --------------------- | --------------------- | --------------------- |
| Abdulqader Hikmat Sarhan | -80 kg mężczyzn | Rəşad Əhmədov L 0-5 | → Nie awansował dalej | → Nie awansował dalej | → Nie awansował dalej | → Nie awansował dalej | → Nie awansował dalej |